# Valparaíso (Zacatecas)
Valparaíso („Paradiestal“) ist eine Stadt mit ca. 14.000 Einwohnern und der Hauptort einer aus mehreren Dörfern und Haziendas bestehenden Gemeinde (municipio) von etwa 35.000 Einwohnern im Bundesstaat Zacatecas im Norden Mexikos.

## Lage und Klima
Die Stadt Valparaíso liegt in einem stark bewaldeten Tal in den Bergen im Südwesten des Bundesstaats Zacatecas ca. 750 km (Fahrtstrecke) nordwestlich von Mexiko-Stadt in einer mittleren Höhe von ca. 1890 m; die Stadt Zacatecas befindet sich ca. 150 km in östlicher Richtung. Das Klima ist warm; Regen (ca. 500 mm/Jahr) fällt ganz überwiegend im Sommerhalbjahr.

## Bevölkerungsentwicklung
| Jahr      | 2000   | 2020   |
| Einwohner | 10.803 | 13.577 |

Der leichte aber stetige Bevölkerungszuwachs beruht im Wesentlichen auf der immer noch anhaltenden Zuwanderung von Familien aus den Dörfern der Umgebung.

## Wirtschaft
Mehrere Viehzucht betreibende Haziendas bestimmen die Wirtschaft im Umland; es werden entsprechend viele Futterpflanzen angebaut. Daneben sind auch der Anbau von Getreide (Mais, Weizen, Gerste) und der Obst- und Gemüseanbau (Bohnen, Chilis, Tomaten, Kaktusfeigen, Pfirsiche, Birnen, Feigen etc.) von Bedeutung. Auch die Forstwirtschaft spielt eine gewisse Rolle. In der Stadt selbst haben sich Kleinhändler, Handwerker und Dienstleister aller Art angesiedelt.

## Geschichte
Bislang wurden nur wenige archäologische Kleinfunde in der Region um Valparaíso gemacht. Vor der Ankunft der Spanier gehörte die Gegend zum Siedlungsgebiet des kriegerischen Stammes der Caxcánes, einer Untergruppe der Chichimeken. Einer Chronik zufolge war der baskisch-stämmige Konquistador Diego de Ibarra, der Gründer der Stadt Zacatecas, um das Jahr 1568 der erste Europäer in der Gegend. Erst im Jahr 1851 erhielt Valparaíso die Stadtrechte (villa).

## Sehenswürdigkeiten
- Mehrere Kirchen bestimmen das Ortsbild.

Umgebung
- In der Umgebung der Stadt gibt es mehrere Thermalbäder und Haziendas.

## Persönlichkeiten
- Jesús González Ortega (1822–1881), Militär und Politiker
- Mateo Correa Magallanes (1866–1927), im Jahr 2000 heiliggesprochener Priester
- Manuel Felguérez (1928–2020), Bildhauer und Maler